# Pieter Lammerschaag
Pieter Lammerschaag (Koedijk, 30 april 1872 - Krommenie, 18 december 1915) was een Nederlandse burgemeester.
Lammerschaag was een zoon van Hillebrand Lammerschaag (1840-1911) en Wilhelmina Blokland. Hillebrand was veehouder en landeigenaar, en van 1889 tot 1892 aangesteld als burgemeester van Koedijk.
Lammerschaag behaalde in 1892 het diploma adspirant-gemeente-secretaris, en was rond 1897 aangesteld als gemeentesecretaris bij de gemeente Winkel. Het jaar erop huwde hij op 17 mei 1898 in Winkel met Maartje Houtkooper, dochter van kaashandelaar J.J. Houtkooper uit Winkel.
Op 11 oktober 1909 benoemd tot burgemeester van Krommenie. Enkele weken na zijn herbenoeming als burgemeester overleed hij op 43-jarige leeftijd in Krommenie, waar hij ook is begraven.